# Ga Haengsin
Ga Haengsin (Tiếng Hàn: 행신역, Hanja: 幸信驛) là ga trên Tuyến Gyeongui. Kho ga KTX Goyang nằm ở sau ga này, và một vài tàu KTX phục vụ hành khách tại nhà ga này.

## Bố trí ga

### KTX
| Bắt đầu·Kết thúc |
| １２ \|          |
| Seoul ↓          |

| １·２ | Tuyến Gyeongbu   | KTX | → Hướng đi Daejeon · Dongdaegu · Busan →          |
| １·２ | Tuyến Gyeongjeon | KTX | → Hướng đi Dongdaegu · Masan · Jinju →            |
| １·２ | Tuyến Donghae    | KTX | → Hướng đi Daejeon · Dongdaegu · Pohang →         |
| １·２ | Tuyến Honam      | KTX | → Hướng đi Iksan · GwangjuSongjeong · Mokpo →     |
| １·２ | Tuyến Jeolla     | KTX | → Hướng đi Jeonju · Suncheon · Yeosu–EXPO →       |
| １·２ | Tuyến Gangneung  | KTX | → Hướng đi Yangpyeong · Pyeongchang · Gangneung → |

### Tuyến Gyeongui–Jungang
| ↑ Neunggok      |
| ４３ \| ２１ \| |
| Gangmae ↓       |

| 1 | ● Tuyến Gyeongui–Jungang | Địa phương·Tốc hành | → Hướng đi Digital Media City · Đại học Hongik · Yongsan · Wangsimni · Yongmun → |
| 2 | ● Tuyến Gyeongui–Jungang | Địa phương·Tốc hành | → Hướng đi Gangmae · Digital Media City · Sinchon · Seoul →                      |
| 3 | ● Tuyến Gyeongui–Jungang | Địa phương·Tốc hành | ← Hướng đi Daegok · Ilsan · Geumchon · Munsan                                    |
| 4 | ● Tuyến Gyeongui–Jungang | Địa phương·Tốc hành | ← Hướng đi Daegok · Ilsan · Geumchon · Munsan                                    |